# Comitatul Woodlands, Alberta
Comitatul Woodlands, din provincia Alberta, Canada este un district municipal, amplasare coordonate 54°08′34″N 115°41′07″W / 54.142778°N 115.685278°V. Districtul se află în Diviziunea de recensământ 13. El se întinde pe suprafața de 7,668.31 km2  și avea în anul 2011 o populație de 4,306 locuitori.
Cities Orașe
--
Towns Localități urbane
- Whitecourt

Villages Sate
--
Summer villages Sate de vacanță
--
Hamlets, cătune
- Blue Ridge
- Fort Assiniboine
- Goose Lake

Așezări
- Anselmo
- Benbow
- Corbett Creek
- Doris
- Freeman River
- Highway
- Hurdy
- Knight
- Lombell
- Lone Pine
- Lonira
- Silver Creek
- Timeu
- Topland
- Windfall

1. 1 2  Population and dwelling counts, for Canada, provinces and territories, and census subdivisions (municipalities), 2016 and 2011 censuses – 100% data (în engleză), 20 februarie 2019